# レイク・ルイーズ

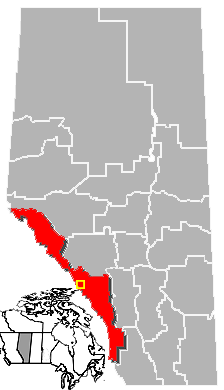

レイク・ルイーズ(Lake Louise、ルイーズ湖)は、カナダアルバータ州のバンフ国立公園内にある湖及びその近くにある小村の名前である。氷河から解け出た水に含まれる岩粉により、湖は独特なエメラルド色をしている。湖周辺ではハイキングや登山の他、スキーを楽しむこともできる。水面の標高は1536m である。
レイク・ルイーズの名前は、ヴィクトリア女王の四女でありカナダ総督ジョン・キャンベル夫人であったルイーズ・キャロライン・アルバータに由来している。アルバータ州の名前も彼女に由来している。
村は、カルガリーからトランスカナダハイウェイを通って西に180kmほど行った先にある。この集落は、湖といくつもの雪をかぶった山々に囲まれている。村には「サムソン・モール」という名の売店を兼ねた観光案内所がある。レイク・ルイーズスキー場もここにある。
湖の東岸には、シャトー・レイク・ルイーズというホテルがある。このホテルは アメリカ自動車協会（AAA） と カナダ自動車協会（CAA） により、4つ星ホテルに格付けされている。19世紀末から20世紀初頭にカナダ太平洋鉄道が建設したもので、同じロッキー山中のバンフ・スプリングス・ホテル、ケベックのシャトー・フロンテナック等とともにフェアモント・ホテルズ系列である。アグネス湖などいくつかのハイキングコースが、このホテルを出発点にしている。

## 画像

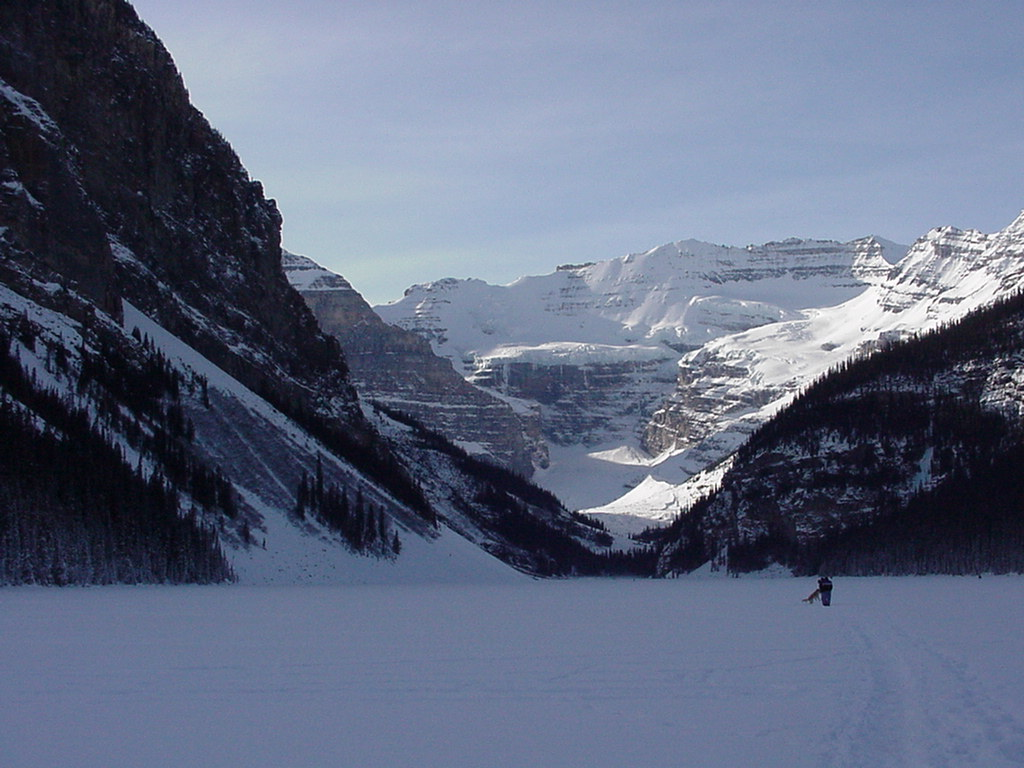
冬のレイク・ルイーズ
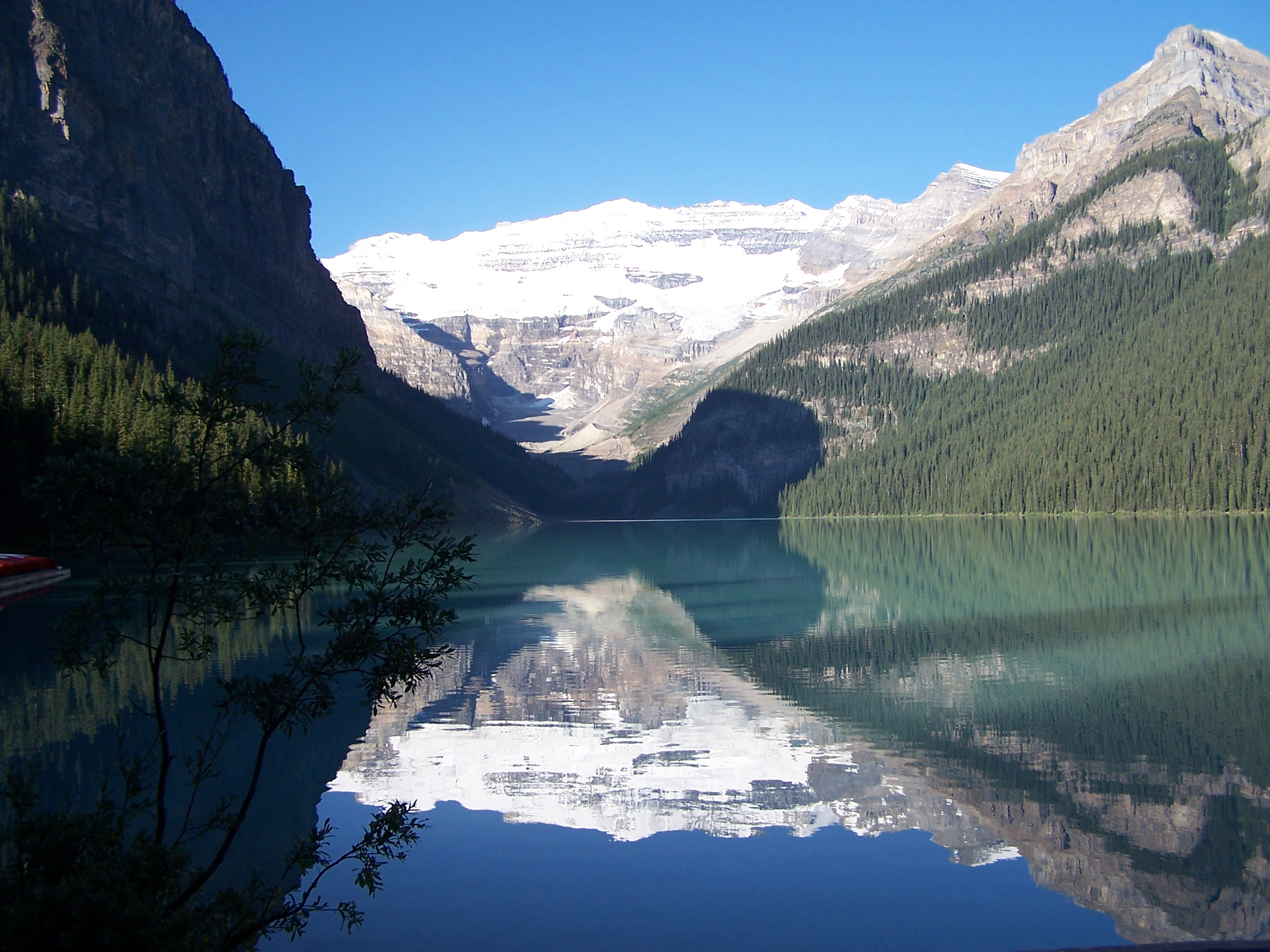
レイク・ルイーズと氷河
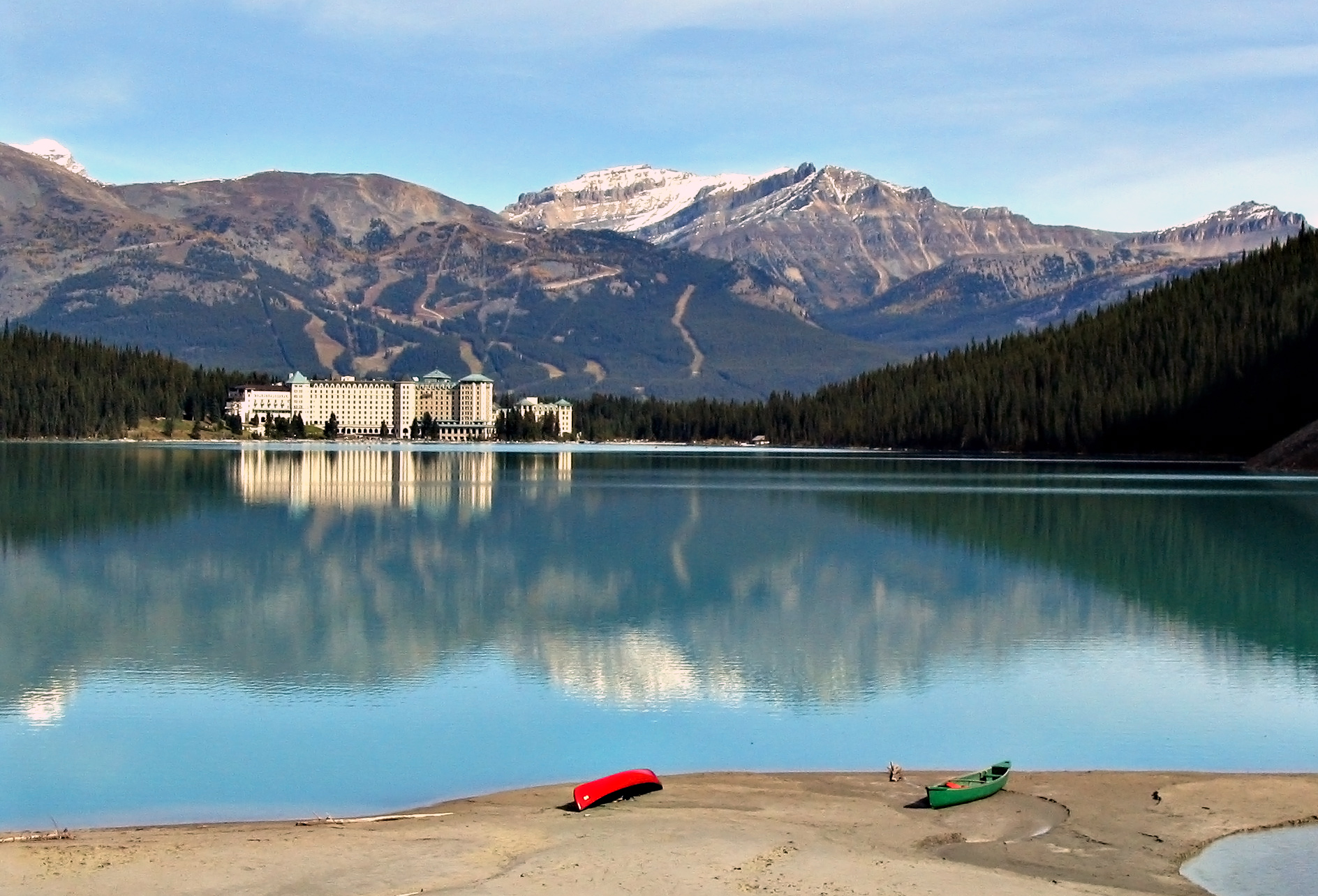
ホテルとレイク・ルイーズ
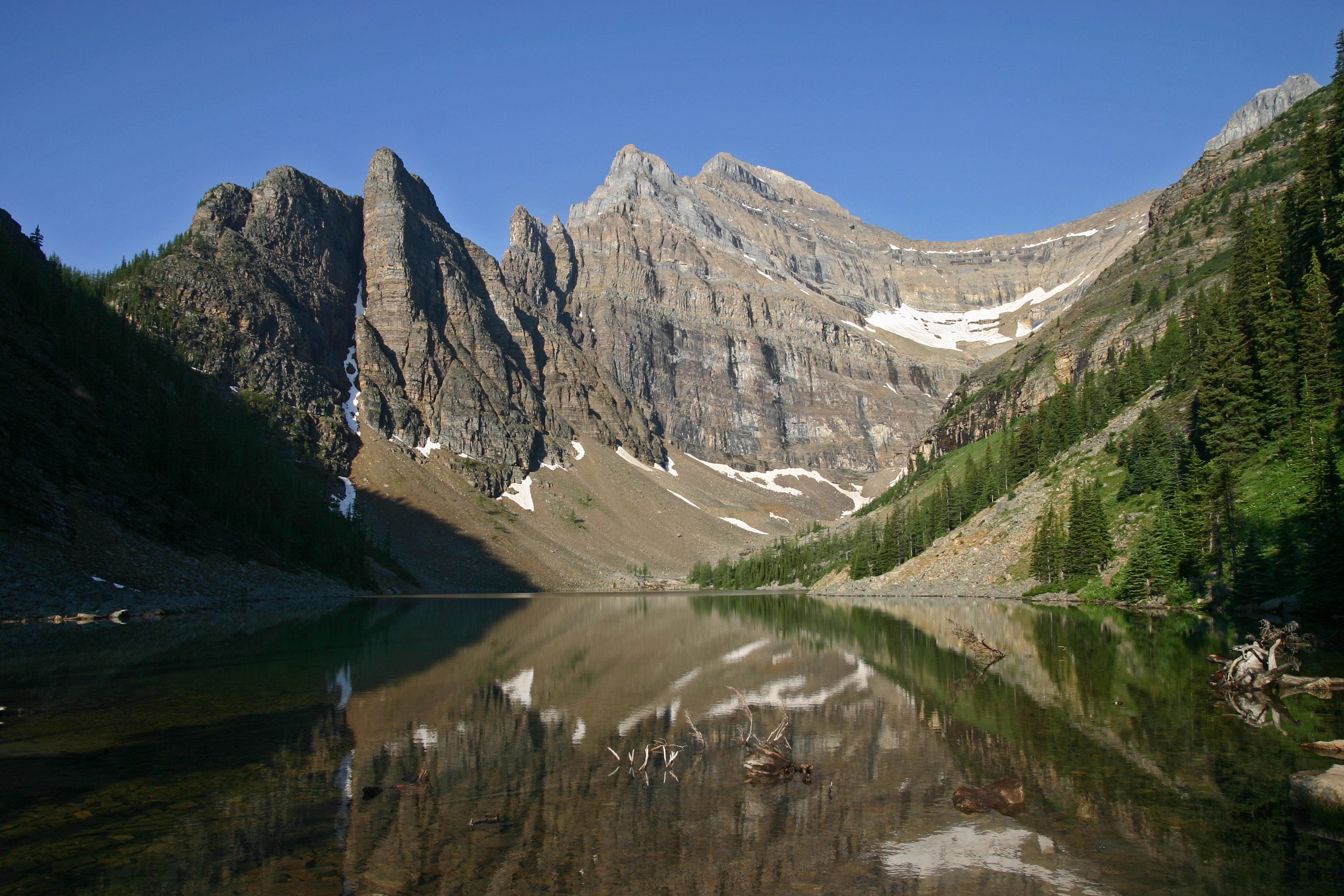
アグネス湖